# Liste des gares du Kazakhstan
La liste des gares du Kazakhstan est une liste non exhaustive de gares ferroviaires situées sur le territoire du Kazakhstan.

## Liste des gares
| Nom                 | image | Lieu                  |
| ------------------- | ----- | --------------------- |
| Gare d'Aktaou       |       | Aktaou                |
| Gare d'Aktioubé     |       | Aktioubé              |
| Gare d'Aktogaï      |       | Aktogaï               |
| Gare Almaty-1       |       | Almaty                |
| Gare Almaty-2       |       | Almaty                |
| Gare d'Astana       |       | Astana                |
| Gare d'Atyraou      |       | Atyraou               |
| Gare de Baïkonour   |       | Baïkonour             |
| Gare de Balkhash    |       | Balkhash              |
| Gare de Beïnéou     |       | Beïnéou               |
| Gare de Beskol      |       | Beskol (en)           |
| Gare de Chimkent    |       | Chimkent              |
| Gare de Chou        |       | Chou                  |
| Gare de Dostyk      |       | Dostyk-Alashankou     |
| Gare d'Ekibastouz   |       | Ekibastouz            |
| Gare d'Emba         |       | Emba                  |
| Gare de Ganyushkino |       | Ganyushkino (en)      |
| Gare de Jetyguen    |       | Jetyguen              |
| Gare de Karaganda   |       | Karaganda             |
| Gare de Kokchetaou  |       | Kokchetaou            |
| Gare de Korgas      |       | Korgas                |
| Gare de Kourtchatov |       | Kourtchatov           |
| Gare de Kyzylorda   |       | Kyzylorda             |
| Gare d'Oural        |       | Oural                 |
| Gare de Pavlodar    |       | Pavlodar              |
| Gare de Petropavl   |       | Petropavl             |
| Gare de Sarychagan  |       | Sarychagan            |
| Gare de Sayak       |       | Sayak                 |
| Gare de Semeï       |       | Semeï                 |
| Gare de Shalqar     |       | Shalqar               |
| Gare de Taraz       |       | Taraz                 |
| Gare de Tachkent    |       | Tachkent, Ouzbékistan |
| Gare de Jinghe      |       | Jinghe, Chine         |